# White Gum Valley
White Gum Valley är en del av en befolkad plats i Australien. Den ligger i regionen Fremantle och delstaten Western Australia, omkring 15 kilometer sydväst om delstatshuvudstaden Perth.
Runt White Gum Valley är det tätbefolkat, med 383 invånare per kvadratkilometer.. Närmaste större samhälle är Perth, omkring 15 kilometer nordost om White Gum Valley. 
Runt White Gum Valley är det i huvudsak tätbebyggt. Genomsnittlig årsnederbörd är 1 018 millimeter. Den regnigaste månaden är maj, med i genomsnitt 176 mm nederbörd, och den torraste är februari, med 9 mm nederbörd.